# Magnus Nystrand
Magnus Nystrand, född 24 november 1684 i Skärkinds socken, död 11 december 1736 i Östra Ny socken, var en svensk präst i Östra Ny församling.

## Biografi
Magnus Nystrand föddes 24 november 1684 på Nysätra i Skärkinds socken. Han var son till bonden Anders Staffansson. Nystrand blev 1711 student vid Uppsala universitet och prästvigdes 11 augusti 1720. Han blev 1724 kyrkoherde i Östra Ny församling. Nystrand avled 11 december 1736 i Östra Ny socken.

### Familj
Nystrand gifte sig med Maria Svensdotter Kjellman (död 1747). Hon hade tidigare varit gift med kyrkoherden Ericus Finke i Östra Ny socken. Nystrand och Kjellman fick tillsammans tvillingarna Christina (född 1725) och Eva Elisabeth (1725–1739).